# Faringe landskommun
Faringe landskommun var en tidigare kommun i Stockholms län.

## Administrativ historik
Den inrättades i Faringe socken i Närdinghundra härad när 1862 års kommunalförordningar trädde i kraft.
Vid kommunreformen 1952 gick den upp i Knutby landskommun. 
1971 upplöstes Knutby kommun, varvid denna del fördes till Uppsala kommun och också överfördes till Uppsala län.

## Politik

### Mandatfördelning i Faringe landskommun 1938-1946
| 7 | 8 |

| 15 |

| 6 | 9 |

| 14 |

| 6 | 3 | 6 |

| 13 |